# Flux axoplasmique
Le flux axoplasmique ou transport axonal désigne le transport des macromolécules, et en particulier des protéines, le long de l'axone des neurones, soit dans le sens antérograde, du corps cellulaire vers la synapse, soit dans le sens inverse, dit rétrograde.
Ce double flux directionnel a été mis en évidence en 1971 par Liliana Lubińska.
Suivant les mécanismes impliqués, ces flux peuvent être rapides (quelques microns par seconde) ou lents (environ cent fois moins vite).
L'essentiel des protéines, et notamment des protéines synaptiques, étant synthétisé au niveau du corps cellulaire, une partie de ces molécules doit donc être acheminée sur toute la longueur de l'axone pour pouvoir être utilisée dans la neurotransmission.
Le flux axoplasmique permet par exemple de transporter jusqu'à la terminaison axonale, les vésicules synaptiques dont le contenu en neurotransmetteurs a été synthétisé au sein de l'appareil de Golgi. Le transport axonal permet aussi d'évacuer des molécules des axones pour les porter vers le soma, où elles seront dégradées par les lysosomes.
Les mécanismes sous-jacents au transport axoplasmique sont encore imparfaitement connus mais ils s'appuient vraisemblablement sur les microtubules et les protéines motrices, kinésine et dynéine, s'agissant des flux rapides tandis que les flux lents reposent sur la contribution de mécanismes multiples (transport actif, diffusion, renouvellement et croissance cytoarchitectonique).
Ce flux permet la régénérescence de neurones sectionnés, et c'est d'ailleurs cette observation qui a conduit à sa découverte.

La dynéine, protéine motrice assurant le transport axonal rétrograde, achemine les vésicules et autres produits cellulaires vers le soma des neurones. Une chaîne chimique légère enserre les produits, tandis que la tête de la protéine s'accroche sur un microtubule, « rampant » le long.

Le transport vers la soma est qualifié de « rétrograde », et celui vers les synapses « transport antérograde,. »

## Mécanisme physico-chimique

Animation illustrant la progression d'une molécule de kinésine le long d'un microtubule. Cette nanomachine exploite les lois de la dynamique à l'échelle microscopique.

La grande majorité des protéines axonales sont synthétisées dans le soma neuronal puis acheminées le long des axones. On a pu mettre en évidence quelques formes de traduction génétique au sein des axones,. Le transport axonal intervient tout au long de la vie d'un neurone et joue un rôle essentiel dans sa croissance et sa persistance. Les protéines de structure du cytosquelette sont acheminées le long de microtubules (en tubuline) qui ceinturent les axones. Les vecteurs de ces protéines sont la kinésine et la dynéine, protéine motrices qui progressent dans le sens antérograde (depuis le soma vers la pointe de l'axone) et rétrograde (retour au soma), respectivement. Ces protéines motrices assurent aussi bien le transport des mitochondries, des polymères du cytosquelette, des autophagosomes que des vésicule synaptiques, qui contiennent les neurotransmetteurs.

## Mode «lent» et mode «rapide»
Les vésicules se déplacent relativement vite (50–400 mm/jour), tandis que le transport des protéines solubles (cytosolique) et de structure est beaucoup plus lent (moins de 8 mm/jour). Si le mécanisme de base du transport axonal rapide est connu depuis des décennies, le mécanisme du transport axonal lent n'a été élucidé que récemment, grâce aux techniques de pointe de l'imagerie médicale. Les techniques de sonde fluorescente (par ex. la microscopie à fluorescence) ont permis de visualiser le transport dans des neurones vivants.
Des études récentes ont montré que la lenteur du mouvement des protéines de structure tien en fait à son caractère saccadé. Ce mécanisme dit de stop and go a été particulièrement étudié pour les polymères de structure du neurofilament. Le mouvement des nutriments solubles (cytosoliques) est plus complexe encore, mais semble de même nature : les protéines solubles se combinent en protéines complexes qui s'associent sporadiquement aux autres protéines cheminant par le canal axonal « rapide,,. »

## Le transport antérograde
Le transport antérograde (ou « orthograde ») désigne le flux des molécules ou organites du soma vers les synapses ou la membrane plasmique.
Le mouvement antérograde (lent ou rapide) des vésicules de transport le long des microtubule est assuré par les kinésines,. Le mode lent fait intervenir des kinésines de différents types ; mais le mécanisme qui déclenche les interruptions du transit demeure inconnu.
Il y a deux catégories de transport antérograde lent : la composante lente a (SCa) achemine microtubules et neurofilaments à 0.1-1 mm/jour, et la composante b (SCb) qui transporte plus de 200 protéines diverses et l'actine à la vitesse de 6 mm/jour. Le transport de l'actine dans les axones de la rétine a lieu à 2-3 mm/jour.
Lorsqu'il sort de sa période de latence, l'herpès entame son cycle lytique, et exploite les mécanismes de transport antérograde pour migrer des neurones du ganglion spinal vers la chair ou muqueuse qu'il va contaminer.
La protéine précurseur de l'amyloïde (APP), apparentée à celle qui occasionne les plaques séniles de la maladie d'Alzheimer, est un récepteur des kinésines, protéines motrices du transport antérograde. Un peptide à 15 acides aminés fixé sur le radical carboxyl cytoplasmique de l'APP fixe la kinésine-1, permet le transport de transmetteurs exogènes dans l'axone géant du calmar.
Le traceur au manganèse, un produit de contraste pour la relaxation longitudinale (T1), inventé par Robia Pautler, Elaine Bearer and Russ Jacobs, une fois introduit par injection stéréotactique dans le cerveau d'animaux de laboratoire, migre par transport antérograde et permet de visualiser in vivo le réseau de l'ensemble des neurones.

## Transport rétrograde
Le transport rétrograde évacue les molécules/organites des terminaisons des axones vers le soma. Il est assuré par la dynéine cytoplasmique, et sert par exemple à envoyer les signaux chimiques et produits de l'endocytose des endolysosomes de l'axone vers le noyau cellulaire. En moyenne, il développe in vivo une vitesse d'environ 2 μm/sec,, fast retrograde transport can cover 10-20 cm/jour.
Le transport rétrograde rapide renvoie les vésicules synaptiques usées et d'autres molécules vers le soma. Il transmet les signaux des synapses vers le TRK, récepteur du facteur de croissance du nerf. Certains pathogènes exploitent ce processus pour contaminer le système nerveux : ils pénètrent par les terminaisons distales d'un axone et progressent vers le soma par transport rétrograde. Il en va ainsi pour les toxines du tétanos et le virus de l'herpès, de la rage et de la polio. Dans ces infections, le délai entre l'infection et l'apparition des symptômes correspond au temps mis par les agents pathogènes à atteindre le soma. le virus de l'herpès chemine le long de l'axone dans les deux directions au cours de son cycle de vie, avec une tendance dominante au transport rétrograde pour ses premiers capsides.

## Conséquences d'une discontinuité
À chaque fois que le transport axonal est gêné ou interrompu, une pathologie se déclenche, formant un amas d'axoplasme appelé sphéroïde axonal. Le transport axonal pouvant être affecté d'une multitude de façons, on retrouve ces sphéroïdes axonaux dans différentes classes de maladies : génétiques, traumatiques, ischémiques, infectieuses, dégénératives ; dans les empoisonnements et les leucoencéphalites. Plusieurs maladies neurodégénératives rares résultent de mutations génétiques des protéines motrices, kinésine et dynéine, de sorte qu'il est probable que le transport axonal joue un rôle essentiel dans le développement de la maladie,. Les dysfonctionnements du transport axonal seraient à l'origine des formes sporadiques (courantes) des troubles neurodégénératifs comme la maladie d'Alzheimer et la maladie de Parkinson : on l'a déduit de la présence systématique de gros globules axonaux dans les  neurones contaminés, et du fait que les gènes intervenant dans les formes héréditaires de ces maladies influent sur le transport axonal normal ; on n'en a toutefois aucune preuve directe, et d'autres mécanismes (comme une intoxication des synapses) seraient plus vraisemblables.
Dans les rétinopathies vasculaires, c'est l'arrêt du flux axoplasmique à la surface des aires ischémiques qui produit une dilatation des fibres nerveuses entraînant une exsudation ou un foisonnement des fibres.
Dans la mesure où un axone est alimenté en protéines vitales et polymères de construction par le transport axoplasmique, les lésions telle la lésion axonale diffuse vont déclencher un processus de dégénérescence wallérienne chez l'axone distal. La chimiothérapie, en altérant les microtubules (qui sont nécessaires à la division cellulaire) endommage les nerfs en affectant le transport axonal.

## Dans les infections
Le virus de la rage contamine le système nerveux central par flux axoplasmique rétrograde. La neurotoxine du tétanos est métabolisée à la jonction neuromusculaire en se combinant à la protéine nidogène et est rétro-induite vers le soma par les endosomes transmetteurs. Les virus neurotropes, comme ceux de l’herpès, cheminent à l'intérieur des axones par transport cellulaire, comme l'a montré l'équipe d'Elaine Bearer,. On suspecte d'autres agents infectieux de progresser par transport axonal, et de contribuer à déclencher la maladie d'Alzheimer et d'autre maladies dégénératives,.

## Voir également
- transport intraflagellaire